# Liste von Kunstwerken im öffentlichen Raum in Rheinberg
Die Liste von Kunstwerken im öffentlichen Raum in Rheinberg gibt einen Überblick über Kunst im öffentlichen Raum, unter anderem Skulpturen, Plastiken, Landmarken und andere Kunstwerke in Rheinberg, Kreis Wesel. Es besteht kein Anspruch auf Vollständigkeit.

## Kunstwerke in Rheinberg
| Bezeichnung                          | Standort                                                             | Koordinate                      | errichtet      | Künstler                    | Anmerkungen | Bild |
| ------------------------------------ | -------------------------------------------------------------------- | ------------------------------- | -------------- | --------------------------- | --- | ---- |
| Tor der Toten                        | Wallanlage "Kattewall" hinter der Kirche St. Peter, Kirchplatz 7     | 51° 32′ 45,8″ N, 6° 36′ 21,4″ O | 1964           | Toni Hermanns, Fritz Koenig | Bronze, Beton, Ehrenmal für die Toten aus Rheinberg, die während des Zweiten Weltkriegs und in den Rheinwiesenlagern gestorben sind. |      |
| Petrusbrunnen                        | Großer Markt                                                         | 51° 32′ 45,2″ N, 6° 36′ 10,3″ O |                | Leo Feltes                  | Bronzeskulptur: Petrus mit zwei Fahnen auf einer Säule, an der acht Bronzereliefs Szenen aus der Stadtgeschichte darstellen. |      |
| Fischmarktbrunnen                    | Fischmarkt, Nähe Underberg-Stammhaus                                 | 51° 32′ 44,4″ N, 6° 36′ 7,2″ O  |                |                             | |      |
| Statuen am Underberg-Grabmal         | Annaberg-Friedhof an der St.-Anna-Kapelle, Römerstraße / Annastraße. | 51° 32′ 43,6″ N, 6° 34′ 51,4″ O | 2006 (Statuen) | Hilmar Müller               | Statuen von Clemens August Kardinal Graf von Galen, Karl Leisner und Anna Katharina Emmerick aus Kalksandstein. |      |
| Underbergflasche                     | Kreisverkehr Bahnhofstraße / Römerstraße / Alte Landstraße           | 51° 32′ 21,7″ N, 6° 35′ 21,4″ O | 2008           | Luja (Ludger Jackowiak)     | Das Kunstwerk im Kreisverkehr stellt eine flaggenbewehrte Underberg-Flasche dar. |      |
| Wandbild Rheinberg                   | Orsoyer Straße 43, zum Innenwall hin                                 | 51° 32′ 37,1″ N, 6° 36′ 16,5″ O | 2018           | Künstler des Artlon         | |      |
| (unbekannt)                          | Kamper Straße, neben Innenwall 81                                    | 51° 32′ 49,7″ N, 6° 35′ 56,8″ O |                |                             | |      |
| Gefallenendenkmal                    | Budberg, Von-Büllingen-Straße/Evgl. Friedhof                         | 51° 31′ 42,2″ N, 6° 38′ 2,6″ O  | 1927           | Arno Breker                 | |      |
| Skulptur des Fährmannbrunnens        | Orsoy, Marktplatz an der evgl. Kirche, Fährstraße / Egerstraße       | 51° 31′ 24,9″ N, 6° 41′ 15,5″ O |                | Hans-Joachim Gramsch        | |      |
| Antoniusschwein und Dorfplatzbrunnen | Ossenberg, Dorfplatz / Kirchstraße                                   | 51° 34′ 12,9″ N, 6° 34′ 47,3″ O | 2009           | Van Huet & Weber            | Brunnen mit 4 Stelen und einem Schwein. Die Stelen tragen eine Infotafel zum Ort sowie Abbildungen der Schlosskapelle, der Mühle und des Solvay-Werks. Das bronzene Antoniusschwein steht für ein altes Brauchtum und Recht des Antoniterordens: Bis 1502 lief ein Schwein mit Glöckchen frei im Dorf herum und wurde von den Einwohnern gefüttert. Im Winter wurde es geschlachtet. Das Fleisch wurde dann an die Armen verteilt. |      |